# Крушина ламка
Крушина ламка (Frangula alnus) — листопадний чагарник з родини жостерових. Вид є рідним для Європи, найпівнічнішої Африки (пн. Марокко) та Західної Азії (Сибір, Сіньцзян [зх. Китай]); натуралізований у східній частині Північної Америки. Синоніми української назви — Крушина вільховидна, Жостір ламкий. Місцеві назви — крушинник, вовчі ягоди, собача черешня.

## Морфологічна характеристика
Розгалужений кущ з роду Крушина родини жостерових (1,3 м заввишки) з гладенькою, майже чорною корою, гілки тонкі, без колючок, молоді пагони червоно-коричневі з ланцетними білими сочевичками. Листки чергові, черешкові, овальні або оберненояйцеподібні (до 6 см завдовжки) з шістьма-вісьмома косими, паралельними жилками по боках серединної жилки. Квітки двостатеві, п'ятичленні, зібрані по 2-7 у пазухах листків, на довгих квітконосах. Чашечка зеленувата, 4-5-роздільна, віночок дрібний, вузькодзвоникуватий, частки його зверху зеленуваті, всередині жовті або білуваті. Тичинок чотири або п'ять, маточка одна з одним стовпчиком, зав'язь верхня. Плід чорний, соковитий з трьома гладенькими лінзоподібними насінинами.

## Екологічна приуроченість
Крушина ламка росте в підліску хвойних, мішаних і листяних лісів, у заростях чагарників, по берегах водойм, боліт, стариць, на вологих луках. Тіньовитривала рослина. Цвіте у травні та червні.

## Поширення
Поширена майже по всій Україні, в степових районах тільки в долинах річок. Райони заготівель: Волинська, Рівненська, Житомирська, Київська, Чернігівська, Сумська, Тернопільська, Львівська, Івано-Франківська, Чернівецька, Закарпатська області, північ Полтавської, Хмельницької та Харківської областей. Запаси сировини значні.

## Практичне використання
Лікарська, медоносна, фарбувальна, танідоносна, деревинна, плетивна рослина.
У науковій медицині використовують кору крушини — Cortex Frangula, як проносний засіб при хронічних запорах і геморої. Входить кора і до складу послаблювального шлункового або протигемороїдального чаю. Глікозид емодін, який добувають з кори крушини, входить до складу препарату холагол, що вживається при жовчнокам'яній хворобі, запаленнях і цирозі печінки.
Кора містить глікозиди, сапоніни, смоли, крохмаль, таніди, ефірні олії, мінеральні солі.
У народній медицині кора вважається добрим швидкодійним засобом при хворобах печінки, при водянці, гарячці, хронічних запорах, надмірних менструаціях, кишкових глистах та хворобах шкіри. Кору використовують також при гастритах, деяких хворобах кишки, виразці шлунка, водянці, пухлинах печінки, листки — при недокрів'ї.
У гомеопатії застосовують есенцію з свіжої кори.
У літературі наводяться випадки смертельного отруєння дітей плодами крушини.
У ветеринарії кору крушини у вигляді відвару або настою вживають як проносний засіб.
Крушина ламка — добрий медонос, цвіте протягом літа, дає багато нектару, пилку, стійкий взяток. Медопродуктивність її до 25 кг/га. Дає товарний мед на Поліссі та в Карпатах.
За день бджоли приносять по 2–4 кг нектару на вулик. Мед крушини запашний, темніший від малинового, великозернистий. На крушині інколи з'являється падь.
Кора і недостиглі плоди дають жовту, бурякову, коричневу і чорну фарби, стиглі плоди — зелену й фіолетову. Кора містить таніди, придатні для дублення шкур.
Деревина крушини м'яка, дає найкращий вугіль для малювання і пороху, придатна для дрібних виробів, декоративної фанери. Гілки придатні для грубого плетива.

## Збирання, переробка та зберігання
Збирають кору навесні, до появи листків. На стовбурах і гілках ножами роблять кільцеві надрізи на відстані 10–50 см, які з'єднують поздовжніми розрізами, потім кору легко знімають. Після зняття кори деревця рекомендується зрубувати «на пеньок» для утворення великої кількості паростків, тобто відновлення рослин. На жаль, багато заготівельників, оголивши кору, лишають деревця незрубаними, що призводить до зникнення заростей цієї цінної рослини.
Заготовлену сировину сушать під наметами з гарною вентиляцією або під залізним дахом, розкладаючи на папері або тканині. Суху кору пресують, пакують у тюки або кіпи по 50 кг. Зберігають у сухих, добре провітрюваних приміщеннях, строк зберігання до п'яти років. Перед використанням кора повинна зберігатися не менше року або піддаватися обробці високою температурою (100°) протягом години.